# Objetiva (fotografia)

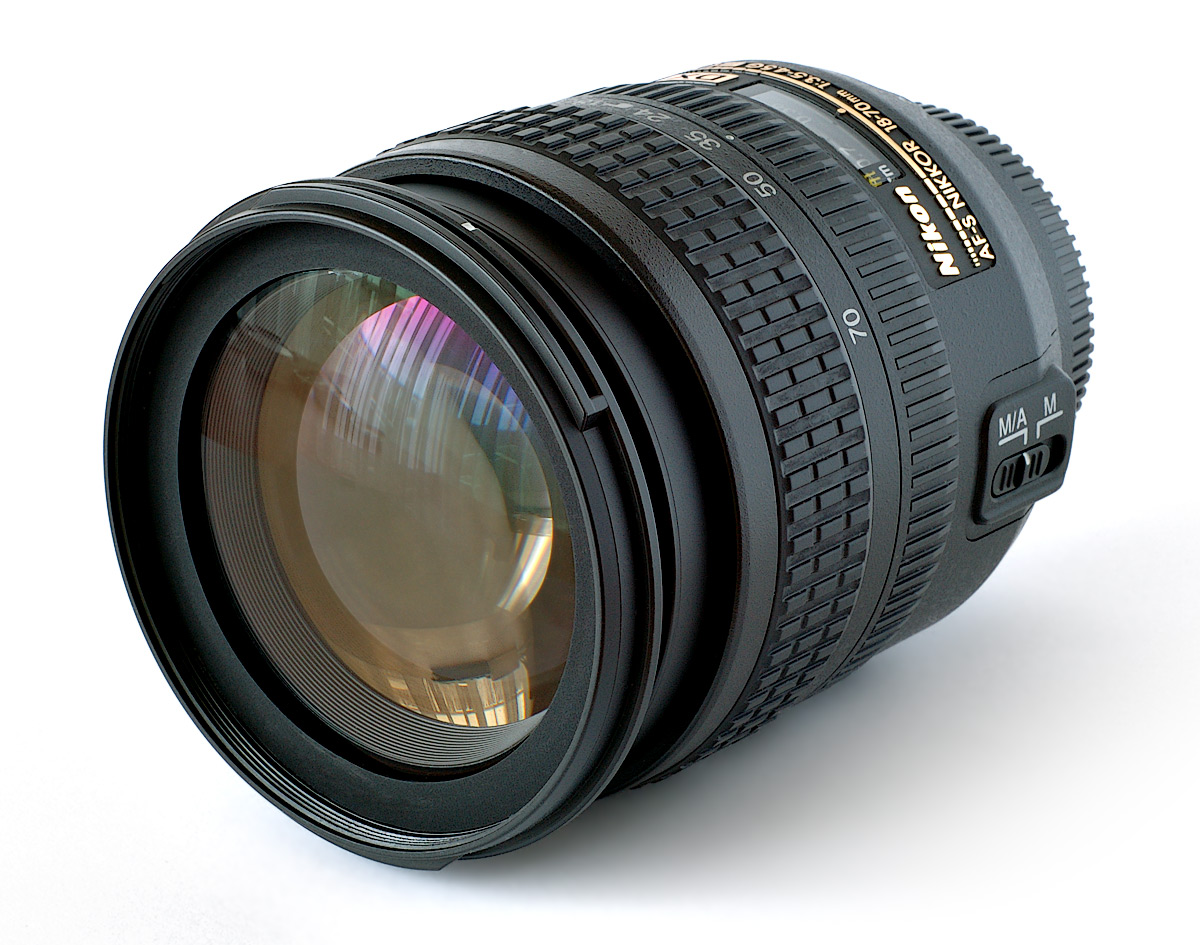
Lente fotográfica zoom Nikkor 18–70 f/3.5-4.5G IF-ED

Uma objectiva (também conhecida como lente fotográfica, lente de câmera ou objetiva fotográfica) é um conjunto de lentes ópticas usada em conjunto com um corpo de câmera e um mecanismo para reproduzir imagens em um filme fotográfico ou em outra mídia capaz de armazenar uma imagem quimicamente ou eletrônicamente. É o elemento óptico que foca a luz da imagem no material sensível (filme fotográfico ou sensor digital) de uma câmara fotográfica.
Embora, em princípio, uma lente convexa simples seja suficiente, na prática uma lente composta constituída por um número de elementos de lente óptica é necessária para corrigir (sempre que possível) as muitas aberrações ópticas que aparecem. Algumas aberrações estarão presentes em qualquer sistema de lentes. É o trabalho do projetor de lentes equilibrar estas aberrações e produzir um design que seja adaptável para uso fotográfico e possivelmente para produção em massa.
Não há muita diferença no princípio entre lente usada para uma câmera fotográfica, uma câmera de vídeo, um telescópio, um microscópio ou outros aparelhos, mas o design e construção detalhados são diferentes.
Uma lente pode ser permanentemente fixa a uma câmera ou pode ser cambiável com lentes de diferentes distâncias focais, aberturas e outras propriedades.

## História

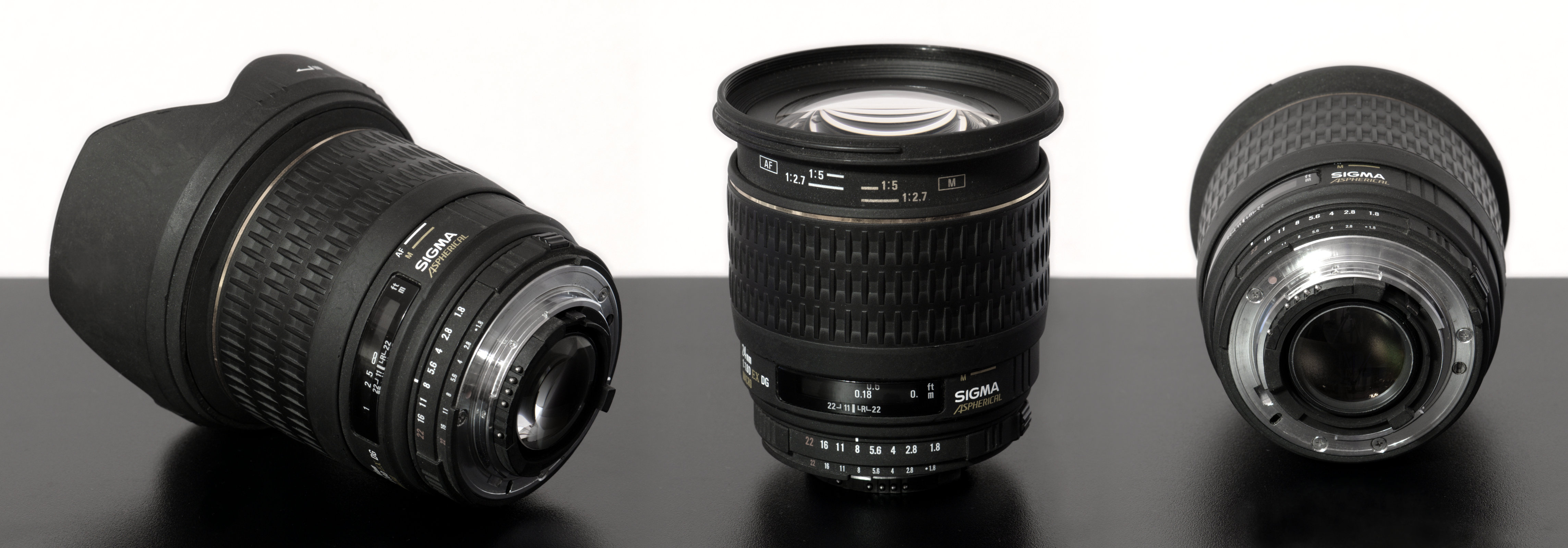
Uma Sigma 24mm f1.8, um exemplo de uma lente grande-angular primária rápida

As primeiras imagens permanentes produzidas por Daguerre e Fox Talbot em 1830 foram quase certamente feitas utilizando uma lente convexa dupla simples a qual era de uso comum na época em Câmeras escuras. Como a fotografia foi se desenvolvendo, as lentes simples foram substituídas por pares acromáticos tirados de objetivas de telescópios. Em 1840 Chevalier, um óptico parisiense, e Wollaston na Grã-Bretanha desenvolveram os meniscos acromáticos. Contudo em 1841 a Voigtländer e o professor Petzval de Viena desenvolveu e vendeu comercialmente a primeira lente de retrato que compreendia um dístico planoconvexo cimentado separado por um diafragma fixo de um dístico no fundo. Modificações deste design rapidamente entraram em produção por Dallmeyer e Grubb. Em 1885, as lentes que possuíam um dístico intermediário em vez de um diafragma foram introduzidas e se tornaram o modelo para o tripleto de Dallmeyer que teve a inspiração para muitas lentes desde então.

## Funcionamento
As objectivas podem estar embutidas no corpo da câmara (como numa câmara compacta) ou podem ser intermutáveis (como em câmaras SLR).
A objectiva permite controlar a intensidade da luz que a atravessa (abertura) através do diafragma, permitindo maiores ou menores exposições à luz. A abertura é medida em números-f.
f/2, f/2.8, f/4, f/5.6, f/8, f/11, f/16, f/22 (números maiores correspondem a menores aberturas).
A distância focal (medida em milímetros) de uma objetiva indica o seu grau de ampliação da imagem e o seu ângulo de visão.
Uma objectiva de 50mm, diz-se uma objectiva normal e corresponde aproximadamente ao ângulo de visão do olho humano.
Todas as distancias focais abaixo de 50mm são consideradas grande angular, pois oferecem um maior ângulo de visão, e todas as distancias focais acima dos 50mm são consideradas teleobjetiva, pois têm um ângulo de visão inferior e aproximam a imagem.
As objectivas podem ter apenas uma distância focal, comumente chamadas de "focal fixa" ou simplesmente "fixas", ou permitir um intervalo de distâncias focais, como por exemplo 28-80mm. Estas últimas denominam-se zoom.